# Ronny Kriwat
Ronny Kriwat (São Paulo, 31 de março de 1987) é um ator e modelo brasileiro.

## Biografia
Estudava administração de empresas no Mackenzie, em São Paulo. Por ser um pouco tímido, decidiu fazer aulas de teatro para perder a timidez. Gostou do palco e começou a investir na carreira. Até que, em 2009, estreou na TV na novela Cama de Gato.

## Filmografia

### Televisão
| Ano  | Título          | Papel                              | Notas                      |
| ---- | --------------- | ---------------------------------- | -------------------------- |
| 2009 | Cama de Gato    | Pedro de Britto Brandão            |                            |
| 2010 | Malhação        | Theo Lopes                         | Temporada 18               |
| 2012 | Avenida Brasil  | Tomás Buarque Queiroz              |                            |
| 2014 | Em Família      | Laerte Soares Fernandes Jr. (Leto) | [ 3 ] [ 4 ]                |
| 2014 | Malhação        | Franz                              | Temporada 22; Participação |
| 2017 | O Rico e Lázaro | Gedalias                           | 1ª fase                    |
| 2017 | Apocalipse      | Augusto Santero Sardes (Guto)      |                            |
| 2018 | Rio Heroes      | Pipo                               |                            |
| 2018 | Jesus           | Caifás (jovem)                     | 1ª fase                    |
| 2019 | Jezabel         | Eliseu Yak                         | [ 8 ]                      |
| 2021 | Gênesis         | Eliezer                            | Fase: Jornada de Abraão    |
| 2022 | Reis            | Abinadabe (Abi)                    | Fase: A Ingratidão         |

### Cinema
| Ano  | Título                        | Personagem | Notas          |
| ---- | ----------------------------- | ---------- | -------------- |
| 2009 | Eu e Crocodilos               | Edu        | Curta-metragem |
| 2016 | Memória do Amor               | Ele        | Curta-metragem |
| 2022 | Lima Barreto, ao Terceiro Dia | Médico     | [ 11 ]         |

### Teatro
| Ano       | Título               | Direção         |
| --------- | -------------------- | --------------- |
| 2009      | Perfídia             | Airton Dupin    |
| 2013-2014 | A Minha Primeira Vez | Isser Korik     |
| 2015      | A-Traídos            | Danielle Winits |
| 2015-2016 | Três na Pista        | Rogério Fabiano |

### Internet
| Ano  | Título           | Papel   | Canal     | Nota     |
| ---- | ---------------- | ------- | --------- | -------- |
| 2016 | O Quarto ao Lado | Marcelo | Choice TV | Websérie |

## Prêmios e Indicações
| Ano  | Prêmio                       | Categoria             | Trabalho     | Resultado |
| ---- | ---------------------------- | --------------------- | ------------ | --------- |
| 2010 | Prêmio Contigo! de TV        | Melhor Ator Revelação | Cama de Gato | Indicado  |
| 2010 | Prêmio Arte Qualidade Brasil | Melhor Ator Revelação | Cama de Gato | Indicado  |